# Клеховка
Клеховка (укр. Клехівка) — село, входит в Фастовский район Киевской области Украины.
Население по переписи 2001 года составляло 313 человек. Почтовый индекс — 08541. Телефонный код — 4565. Занимает площадь 1,02 км². Код КОАТУУ — 3224986903.

## Местный совет
08541, Киевская обл., Фастовский р-н, с. Фастовец, ул. Дружбы, 98; тел. 44-3-17; 44-3-19.

## История
В 1930-х годах в селе был колхоз «Ударник». Во время Отечественной войны в деревне в 1941—1943 гг. действовал очень сильный низовой очаг ОУН. В селе проживал руководитель Фастовской ОУН Кравченко В. С. («Довгий»), в 1943 году был командиром местного отряда УПА, местом дислокации которого было урочище «Волчий Яр» вблизи села. Его место председателя провода Фастовского ОУН в 1943 году занял местный житель Охрим Кабанец («Евгений»), который с отделами УПА отошел на Западную Украину. 18.11.2000 года в Клеховке освящена Патриархом УПЦ Киевского Патриархата Святейшим Филаретом построенная церковь Св. Архистратига Михаила. Это строительство настоятель церкви о. Михайло Данилов и община села начали с закладки краеугольного камня 16.05.1999 года, а 21 ноября того года в храме уже отслужили первую литургию.